# Dario Tomić
Dario Tomić (Tuzla, 23 giugno 1987) è un calciatore croato, difensore del Blaubeuren.

## Carriera
Ha giocato nella massima serie croata, in quella lettone, in quella montenegrina e in quella slovena.

## Statistiche

### Presenze e reti nei club
Statistiche aggiornate al 27 novembre 2021.
| Stagione                    | Squadra                     | Campionato                  | Campionato | Campionato | Coppe nazionali | Coppe nazionali | Coppe nazionali | Coppe continentali | Coppe continentali | Coppe continentali | Altre coppe | Altre coppe | Altre coppe | Totale | Totale |
| Stagione                    | Squadra                     | Comp                        | Pres       | Reti       | Comp            | Pres            | Reti            | Comp               | Pres               | Reti               | Comp        | Pres        | Reti        | Pres   | Reti   |
| --------------------------- | --------------------------- | --------------------------- | ---------- | ---------- | --------------- | --------------- | --------------- | ------------------ | ------------------ | ------------------ | ----------- | ----------- | ----------- | ------ | ------ |
| lug.-dic. 2011              | HNK Gorica                  | 2.HNL                       | 10         | 0          |                 | -               | -               |                    | -                  | -                  |             | -           | -           | 10     | 0      |
| gen.-mag. 2012              | Međimurje                   | 2.HNL                       | 11         | 2          |                 | -               | -               |                    | -                  | -                  |             | -           | -           | 11     | 2      |
| 2012-2013                   | Hrvatski Dragovoljac        | 2.HNL                       | 18         | 1          |                 | -               | -               |                    | -                  | -                  |             | -           | -           | 18     | 1      |
| 2013-2014                   | Hrvatski Dragovoljac        | 1.HNL                       | 23         | 1          |                 | -               | -               |                    | -                  | -                  |             | -           | -           | 23     | 1      |
| Totale Hrvatski Dragovoljac | Totale Hrvatski Dragovoljac | Totale Hrvatski Dragovoljac | 41         | 2          |                 | -               | -               |                    | -                  | -                  |             | -           | -           | 41     | 2      |
| 2014-2015                   | Istria 1961                 | 1.HNL                       | 22         | 3          | CC              | 2               | 0               |                    | -                  | -                  |             | -           | -           | 24     | 3      |
| 2015-2016                   | Istria 1961                 | 1.HNL                       | 22         | 2          | CC              | 1               | 0               |                    | -                  | -                  |             | -           | -           | 23     | 2      |
| Totale Istra 1961           | Totale Istra 1961           | Totale Istra 1961           | 44         | 5          |                 | 3               | 0               |                    | -                  | -                  |             | -           | -           | 47     | 5      |
| ago.-nov. 2016              | Liepāja                     | VL                          | 9          | 1          |                 | -               | -               |                    | -                  | -                  |             | -           | -           | 9      | 1      |
| 2017                        | Liepāja                     | VL                          | 14         | 0          | CL              | 2               | 0               | UEL                | 4                  | 0                  |             | -           | -           | 20     | 0      |
| Totale Liepāja              | Totale Liepāja              | Totale Liepāja              | 23         | 1          |                 | 2               | 0               |                    | 4                  | 0                  |             | -           | -           | 29     | 1      |
| gen.-mag. 2018              | Mladost Podgorica           | 1.CFL                       | 9          | 1          | CM              | 1               | 0               |                    | -                  | -                  |             | -           | -           | 10     | 1      |
| lug.-dic. 2018              | Krško                       | 1.SNL                       | 6          | 0          |                 | -               | -               |                    | -                  | -                  |             | -           | -           | 6      | 0      |
| Totale carriera             | Totale carriera             | Totale carriera             | 144        | 11         |                 | 6               | 0               |                    | 4                  | 0                  |             | -           | -           | 154    | 11     |

## Palmarès

### Club

#### Competizioni nazionali
- Campionato croato di seconda divisione: 1

Hrvatski Dragovoljac: 2012-2013
- Coppa di Lettonia: 1

Liepāja: 2017
- Coppa del Montenegro: 1

Mladost Podgorica: 2017-2018